# G-Link

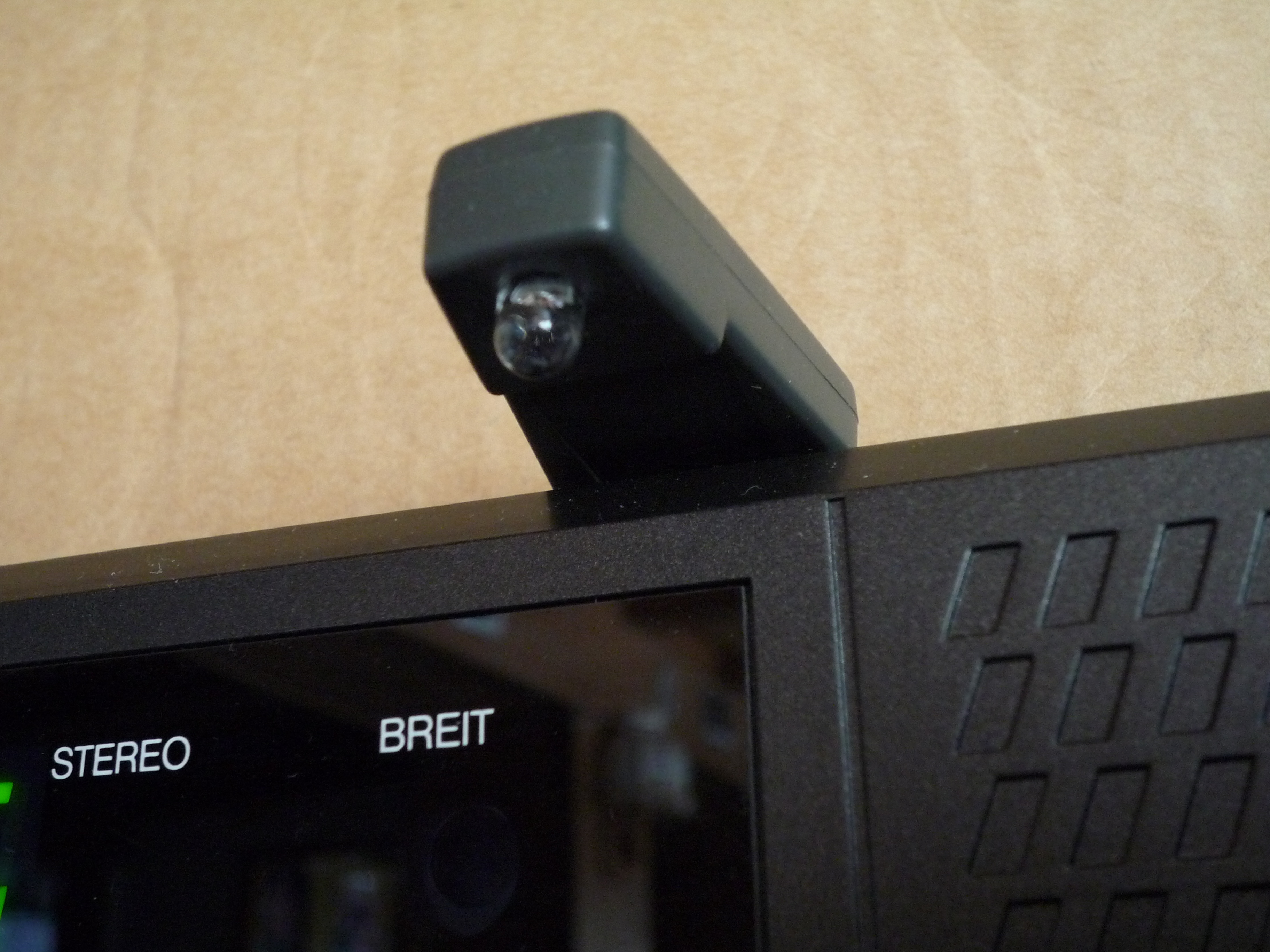
G-Link über einem Satellitenreceiver

Ein G-Link-Anschluss ermöglicht es DVD-Festplatten-Rekordern mittels Infrarotsignal Set-Top-Boxen zu steuern und damit einen integrierten Electronic Program Guide (EPG) trotz Zwischenschaltung einer Set-Top-Box zwischen Rekorder und Fernsehsignal weiter zu nutzen. Beim G-Link handelt es sich um einen Infrarotsender, der vor den Infrarotempfänger der Set-Top-Box gelegt wird, sodass der Rekorder die Set-Top-Box auf das für eine Aufnahme vorgesehene Programm umschalten kann. Letztlich ist dies eine improvisierte Lösung für das Problem, dass Programme, die zunächst entschlüsselt werden müssen, von Rekordern, die über keinen entsprechenden internen Receiver verfügen, nicht empfangen und aufgezeichnet werden können.